# Lourenzá
Lourenzá és un municipi de la província de Lugo a Galícia, pertanyent a la Comarca da Mariña Central.
Població en 2004 de 2.700 persones segons l'INE.
| 5.105 | 4.443 | 4.348 | 3.379 | 2.700 |
| Fonts: INE i IGE (Els criteris de registre censal variaren i les dades de l'INE i de l'IGE poden no coincidir.) |       |       |       |       |

## Història
La història d'aquestes terres és fortament lligada a la del monestir de Sant Salvador de Lourenzá creat al voltant del segle x per Osorio Gutiérrez. Personatge familiar per al segle xii, quan va passar a pertànyer a l'Orde de Sant Benet. Va aconseguir la seva major esplendor al segle xvii i 1642  Felip IV concedides a Alvaro Quiñones Lourenzá del marquès. El monestir va ser tancat en 1835 per la desamortització de Mendizábal.
En el sistema antic gallec hi havia dues jurisdiccions, la vall de Lourenzá i Vilanova de Lourenzá, pertanyents a la província de Mondoñedo.

## Rius
- Riu Masma

## Patrimoni

### Parròquies
- Lourenzá (Santa María)
- San Tomé de Lourenzá (San Tomé)
- San Xurxo de Lourenzá (San Xurxo)
- Santo Adrao de Lourenzá (Santo Adrao)

### Fortalesa de Tovar
Es tracta d'una mansió senyorial fortificada, manada construir per Antonio Tovar en 1530. D'estil gòtic isabelí, mai es va acabar. Una inscripció a la pedra d'armes que decora el seu façana certifica els següents fets: ADN ANTONIOUS DE: DOMO KA IS: HANC: FE NA BLANCA M D XXX DE TOVAR ROLI: CÉSAR CIT: CUM: CO: SVA: VXORE (en el Senyor de 1530 Antonio Tovar de la Cambra de Cèsar: Carlos va fer la Casa Blanca amb la seva dona, i la seva esposa).
La fortalesa té dues torres de planta quadrada, coronada per merlets i dos pavellons i el començament d'una altra. L'entrada té un arc gòtic isabelí amb dos busts en baix relleu. La torre principal té uns bells finestrals gòtics, un gran escut amb la inscripció i la làpida. Al pati hi ha dos arcs mitxilins isabelina.

## Personatges il·lustres
- Francisco Fernández del Riego